# Сулейман Арслан-хан
Сулейман Арслан-хан (полное имя Муса Сулейман ибн Абд ал-Карим) (д/н–970) — 6-й каган  караханидского государства с 958 по 970 год. Во время своего правления объявил ислам государственной религией караханидского государства, а также начал открытую войну с Хотаном.

## Биография
Происходил из династии Караханидов. Был вторым сыном кагана Сатук Богра-хана. О нем известно мало. Вероятно, участвовал в походах сначала с отцом, а затем старшим братом Мусой против соседних племен и уйгурского государства на Тарим.
В 958 году после гибели кагана Мусы становится новым владыкой государства. Под его руководством в государстве была завершена политика исламизации, несмотря на оппозицию, поддерживаемую Хотанским государством. Согласно арабским историкам Ибн Мискавейху и Ибн ал-Асиру в 960 году «200 000 шатров неверных (тюрков — А. Б.) приняли ислам». Предположительно, под словом «тюрки» подразумевались Караханиды.
С 961 года начинается длительная война с Хотаном, опирающимся на поддержку княжества Дуньхуан и империи Сун. В 970 году Сулейман потерпел сокрушительное поражение, в результате чего погиб, а столица Кашгар была захвачена хотанской армией во главе с раджей Виша Шура. Власть в Караханидском государстве разделили племянник Али Арслан-хан и сын Харун Бугра-хан.